# Ак-Суу (Чуйская область)
Ак-Суу́ (кирг. Ак-Суу) — село (бывший город) в Московском районе Чуйской области Кыргызстана. Административный центр и единственный населённый пункт Первомайского аильного округа. Код СОАТЕ — 41708 217 828 01 0.

## География
Железнодорожная станция «Беловодская». С севера к селу Ак-Суу примыкает село Беловодское.

## История
Основан в 1939 году, до 1985 года назывался посёлок Первомайский.

## Население
| год     | 2009 | 2014 | 2015 |
| ------- | ---- | ---- | ---- |
| человек | 8281 | 8976 | 8784 |